# フランス第四共和政

フランス共和国
République française (フランス語)

国の標語: Liberté, Égalité, Fraternité（フランス語）
自由、平等、友愛国歌: La Marseillaise（フランス語）
ラ・マルセイエーズ

フランス共和国とその植民地

フランス第四共和政（フランスだいよんきょうわせい、フランス語: Quatrième République）は、1946年10月から1958年10月までフランスを統治した政体である。第二次世界大戦後の復興に取り組んだが、植民地帝国で次々と起こった独立問題のこじれから軍部の圧力によって崩壊した。

## 背景
第二次世界大戦中ロンドンに亡命してレジスタンス運動を組織していたシャルル・ド・ゴール将軍は1944年6月3日にフランス共和国臨時政府を樹立し同年8月25日にパリが解放されるとフランスに復帰した。
ナチス・ドイツ降伏後、1945年10月25日臨時共和国の組織が改編され、ド・ゴールは改めて臨時政府主席に就任したが、政党から超然姿勢をとる将軍は政党間の対立や派閥政治を嫌気し、1946年1月20日に臨時政府主席を突如辞任した。

## 共和国の成立
1946年5月5日の国民投票で新憲法草案が否決されたため、6月2日改めて制憲議会を選出し、10月13日新憲法草案は国民投票によって承認され、第四共和政が誕生した。第四共和国憲法は両院制や大統領の議会選出を定め、大統領より議会の大幅な権限を規定しており、第三共和国憲法とほとんど同じだった。このため、新共和国でも短命内閣が続くことになる。1947年1月16日社会党系のヴァンサン・オリオールが新大統領に就任した。
一方、ド・ゴールは政党から超然とした組織であるフランス国民連合（RPF）を結成し、初期の共和国議会は共産党、社会党、国民連合が三大政党となった。当初は社会党、共産党、人民共和運動の連立政権であったが、1947年ラマディエ首相が共産党系閣僚を解任したため、共産党は政権から離脱した。そのため、社会党を中心とする政府は左派の共産党、右派の国民連合から攻撃を受け、不安定な政局運営を強いられた。ド・ゴールは国民連合が政党化してしまったことに失望し、1953年国民連合を突如解散して政治から引退した。

## 植民地問題
仏領インドシナではホー・チ・ミン率いるベトミンが即時独立を要求して、勢力回復したフランス軍に対してゲリラ戦（第一次インドシナ戦争）を展開していたが、1950年に朝鮮戦争が勃発するとアジアで東西両陣営の冷戦が激化し、ソ連や中華人民共和国の強力な支援を得るようになった。1954年5月7日ベトナム北部の要衝をめぐるディエンビエンフーの戦いでフランス軍が敗北すると、ピエール・マンデス＝フランス首相は7月20日、ジュネーヴ協定を締結してベトナムからの撤退を決めた。
しかし、同年11月にはアルジェリアでフランス支配に対する独立闘争の蜂起が始まり、フランス政府は1955年3月モロッコとチュニジアの独立を承認したが、アルジェリアはフランス系住民も多く、簡単に独立を認めることはできず弾圧を強めた。このためアルジェリア戦争は泥沼の様相を呈し始める。
フランスは、また1956年10月イギリスと共同でスエズ運河出兵を行った（第二次中東戦争（スエズ戦争））が、アメリカ合衆国とソビエト連邦の介入で無残な失敗に終わった。

## 共和国の崩壊
1954年1月16日に就任したルネ・コティ大統領の下でフランスは1957年5月25日、EEC（のちのEU）を結成したが、アルジェリア独立問題はこじれにこじれ、弱腰の政府に業を煮やしたアルジェリア駐留軍と「フランスのアルジェリア」を支持する現地の入植者（ピエ・ノワール）は、1958年5月13日、ついにド・ゴール将軍の政界復帰を要求してクーデターを起こし、駐留軍傘下に「公安委員会」という臨時政府を結成した（1958年5月13日のクーデター）。
本国政府は決起部隊司令官を懐柔しようとしたが、アルジェリア駐留軍は政権交代を促進させるため本土侵攻を行う「復活作戦（フランス語版）」を開始し、第一段階としてアルジェ駐屯落下傘部隊がコルシカ島を占拠。更にはそれを足掛かりに本国の内通部隊と連携して首都パリへ侵攻する第二段階も用意されており、もはや武力による政権打倒が現実の脅威として出現することになる。
最終的にパリのフランス軍中枢部にも決起部隊に呼応する動きが表面化したため、コティは同年6月1日、隠棲していたド・ゴールを首相に指名した。これにより、「復活作戦」は中止された。
大統領に強力な権限を付与する新憲法制定を主張するド・ゴールは9月28日新憲法を国民投票で承認させ、10月5日に第五共和政が成立、第四共和政は12年足らずで終結した。